# Mont Adelung
Le mont Adelung est une montagne d'Ouzbékistan.

## Toponymie
En russe, le nom de la montagne est Гора Аделунга (Gora Adelounga). Elle est également désignée sous le nom d'Adelunga Toghi.

## Géographie
Le mont Adelung est situé dans les monts Pskem, au nord-est de la province de Tachkent, en Ouzbékistan. Avec 4 301 m d'altitude, elle constitue le point culminant de cette province, mais pas du pays (ce dernier est situé au Khazret Sultan, à 4 643 m d'altitude).